# Rail Wars!
Rail Wars! (RAIL WARS! -日本國有鉄道公安隊-, Rail Wars! -Nihon Kokuyu Tetsudo Koantai-), est une série de light novel écrite par Takumi Toyoda et illustrée par Vania 600. Elle est publiée par Sohgeisha depuis janvier 2012. Une adaptation en manga dessinée par Keiji Asakawa est prépubliée depuis novembre 2012 dans le magazine Blade Online et compilée en volumes reliés par l'éditeur Mag Garden. Une adaptation en anime produite par le studio Passione est diffusée initialement entre juillet et septembre 2014.

## Synopsis
L’histoire se déroule dans un Japon qui n’a jamais privatisé ses lignes de chemins de fer. Naoto Takayama, un lycéen qui rêve de travailler pour la compagnie Japanese National Railways, se retrouve affecté au sein de la Railways Security Force, dont la principale mission se résume à combattre un groupe extrémiste appelé RJ, qui tente de, comme dans un monde à l'envers, de faire de ce réseau un service désétatisé.

## Personnages
Naoto Takayama (高山 直人, Takayama Naoto)
Aoi Sakurai (桜井 あおい, Sakurai Aoi)
Haruka Komi (小海 はるか, Komi Haruka)
Sho Iwaizumi (岩泉 翔, Iwazumi Sho)
Hitomi Gonô (五能 瞳, Gonô Hitomi)
Noa Kashima (鹿島 乃亜, Kashima Noa)
Nana Iida (飯田 奈々, Iida Nana)
Mari Sassho (札沼 まり, Sassho Mari)
Bernina

## Light novel
| no | Japonais          | Japonais          |
| no | Date de sortie    | ISBN              |
| -- | ----------------- | ----------------- |
| 1  | 16 janvier 2012   | 978-4-88144-150-3 |
| 2  | 15 mai 2012       | 978-4-88144-159-6 |
| 3  | 15 septembre 2012 | 978-4-88144-167-1 |
| 4  | 15 novembre 2012  | 978-4-88144-169-5 |
| 5  | 15 février 2013   | 978-4-88144-173-2 |
| 6  | 15 mai 2013       | 978-4-88144-179-4 |
| 7  | 19 septembre 2013 | 978-4-88144-182-4 |
| 8  | 31 janvier 2014   | 978-4-88144-188-6 |
| 9  | 20 juin 2014      | 978-4-88144-192-3 |
| 10 | 24 décembre 2014  | 978-4-88144-201-2 |

## Manga
| no | Japonais         | Japonais          |
| no | Date de sortie   | ISBN              |
| -- | ---------------- | ----------------- |
| 1  | 10 novembre 2013 | 978-4-8000-0225-9 |
| 2  | 9 août 2014      | 978-4-8000-0347-8 |

## Anime
L'adaptation en série d'animation est annoncée en décembre 2013 dans le magazine Kogata Zenkoku Jikoku-Hyō. Celle-ci est produite au sein du studio Passione avec une réalisation de Yoshifumi Matsuda, un scénario de Masashi Suzuki et des compositions de Yoshimasa Fujisawa. Elle est diffusée initialement du 4 juillet au 19 septembre 2014 sur TBS.

### Liste des épisodes
| No | Titre français non officiel                 | Titre japonais           | Titre japonais                | Date de 1re diffusion |
| No | Titre français non officiel                 | Kanji                    | Rōmaji                        | Date de 1re diffusion |
| -- | ------------------------------------------- | ------------------------ | ----------------------------- | --------------------- |
| 01 | Bienvenue à Défense 4!                      | けーよんへようこそ！     | Ke-yon e yōkoso!              | 4 juillet 2014        |
| 02 | Laisse-moi rester ainsi un moment           | ちょっとだけこうさせて   | Chotto dake kōsasete          | 11 juillet 2014       |
| 03 | C'était cool!                               | カッコよかったよ！       | Kakko yokatta yo!             | 18 juillet 2014       |
| 04 | Je pense que je l'aime                      | 気に入っちゃったかもね   | Kiniitchatta kamo ne          | 25 juillet 2014       |
| 05 | Ne regarde pas                              | 見るんじゃないわよ       | Miru n janai wa yo            | 1er août 2014         |
| 06 | Je te protégerais                           | わたしが守ってみせるから | Watashi ga mamotte miserukara | 8 août 2014           |
| 07 | Je trouvais que cela t'allait bien          | 似合ってたと思うけどな   | Niatteta to omoukedo na       | 15 août 2014          |
| 08 | Je le livrerai                              | わたしが届けます         | Watashi ga todokemasu         | 22 août 2014          |
| 09 | Merci                                       | ありがとう               | Arigatō                       | 29 août 2014          |
| 10 | Cela pourra-t-il rester notre petit secret? | ヒミツにしてくれる?      | Himitsu ni shite kureru       | 5 septembre 2014      |
| 11 | J'irai avec toi                             | つきあってあげるわよ     | Tsukiatte ageruwa yo          | 12 septembre 2014     |
| 12 | Tout le monde t'attend                      | みんな待ってるよ         | Minna matteru yo              | 19 septembre 2014     |

### Génériques
| Générique | Épisodes | Début                       | Début          | Fin            | Fin     |
| Générique | Épisodes | Titre                       | Artiste        | Titre          | Artiste |
| --------- | -------- | --------------------------- | -------------- | -------------- | ------- |
| 1         | 1 – 12   | Mukai Kaze ni Utarenagara’’ | Minori Chihara | ´’OVERDRIVER’’ | ZAQ     |